# Grzybek (Skamieniałe Miasto)

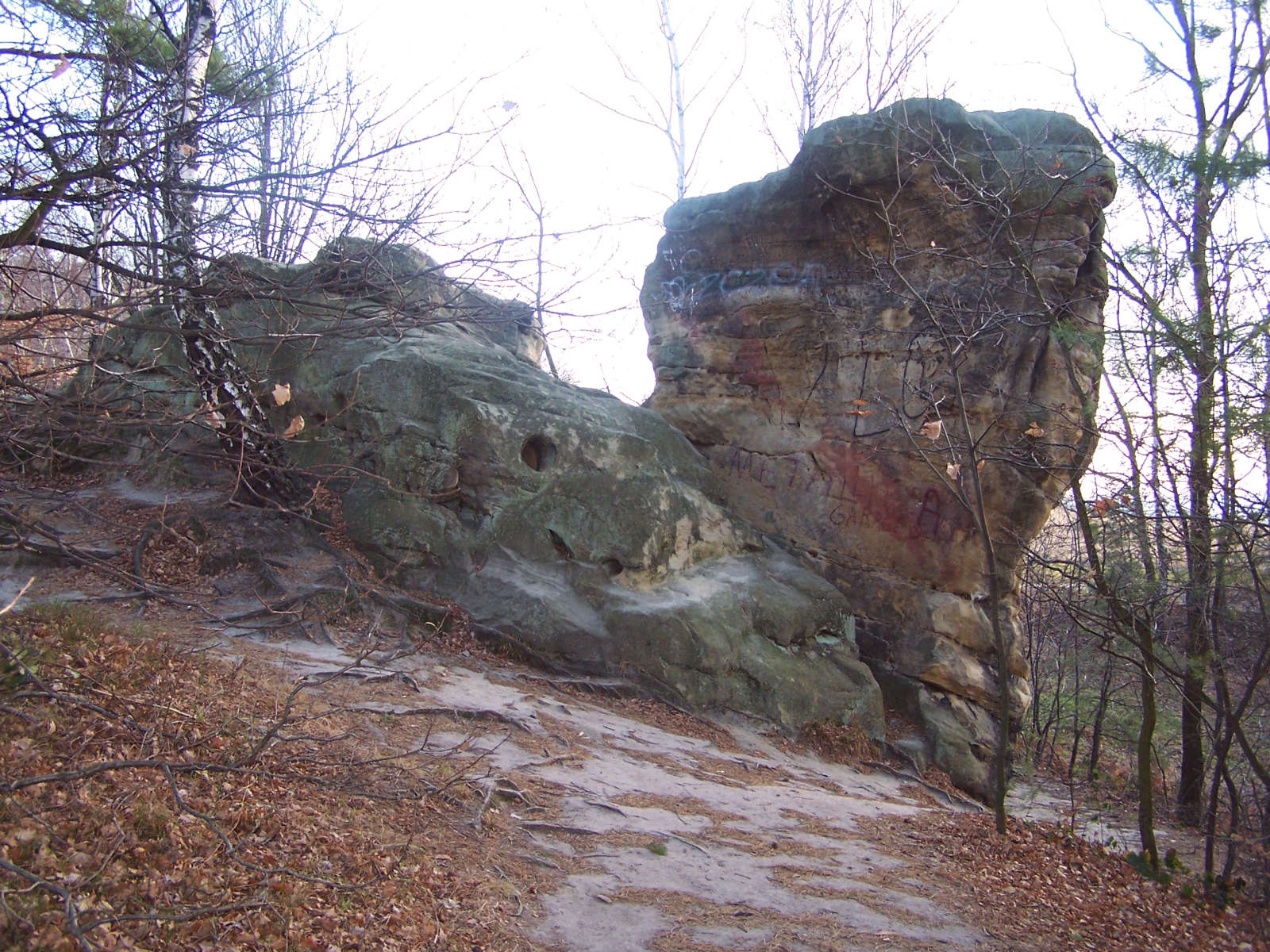

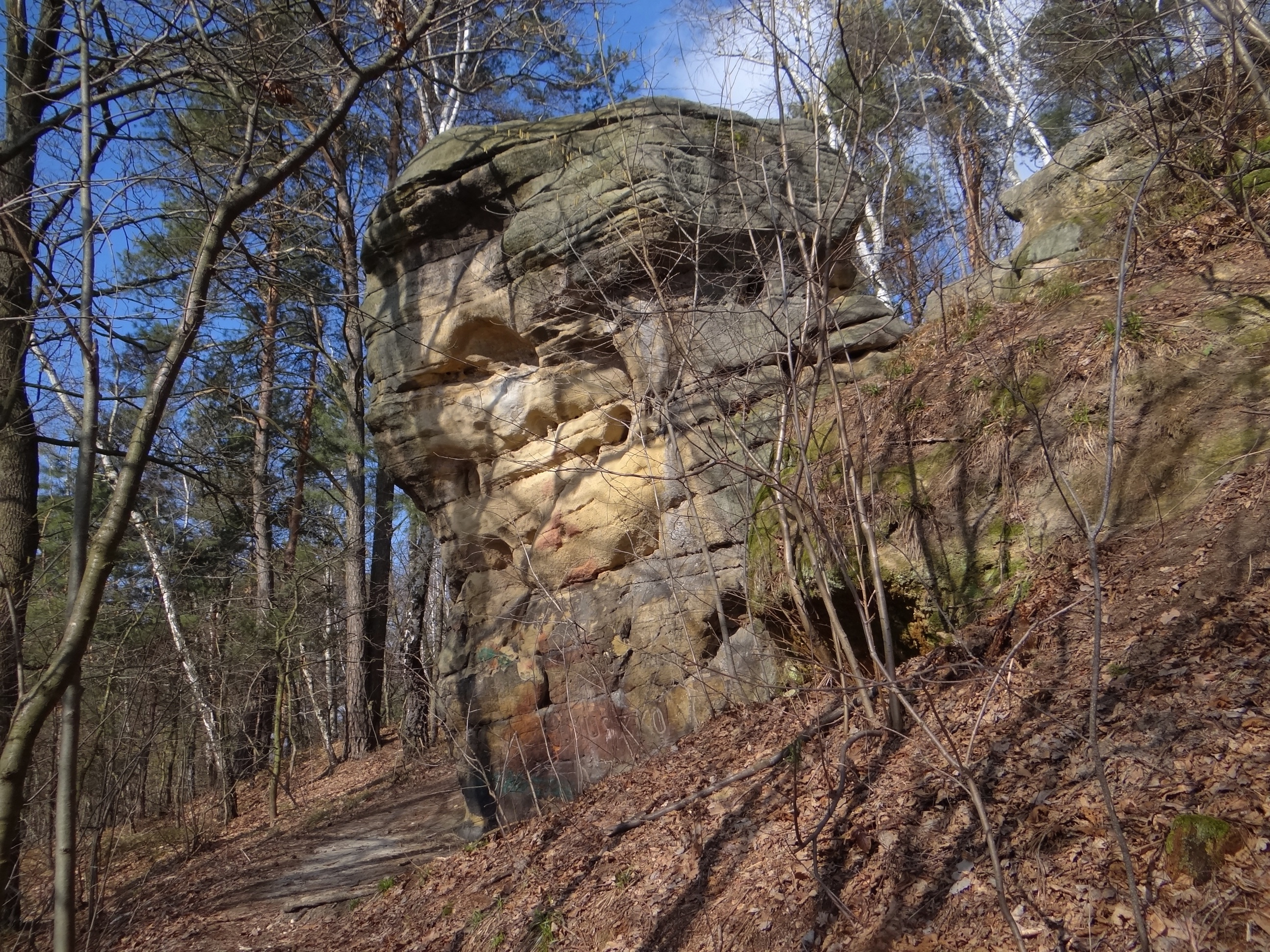

Grzybek – jedna ze skał w rezerwacie przyrody Skamieniałe Miasto na Pogórzu Ciężkowickim w Ciężkowicach, w województwie małopolskim, w powiecie tarnowskim, w gminie miejsko-wiejskiej Ciężkowice. Jest to samotna skała, znajdująca się w górnej części rezerwatu, pomiędzy Cyganką a Skałką z krzyżem. Pomiędzy tymi dwoma skałami szlak turystyczny prowadzi przez jakiś czas obrzeżem lasu i pół.
Grzybek zbudowany jest z piaskowca ciężkowickiego płaszczowiny śląskiej Karpat Zewnętrznych. Piaskowiec ten powstał w wyniku sedymentacji około 58 – 48 mln lat temu na dnie Oceanu Tetydy. W okresie polodowcowym piaskowce ulegały selektywnemu wietrzeniu. Najbardziej na wietrzenie narażone były płaszczyzny spękań ciosowych, przetrwały fragmenty najbardziej odporne na wietrzenie, i to doprowadziło do powstania różnorodnych, izolowanych od siebie form skałkowych.
Grzybek składa się z dwóch części; niższej, graniastej o wysokości ok. 4 m i wyższej, maczugowatej o wysokości ok. 6,5 m. Wyższa część jest przewieszona nad ścieżką szlaku turystycznego. Nazwa skały pochodzi od jej charakterystycznego kształtu.
Grzybek nadaje się do boulderingu. Są na nim 2 drogi wspinaczkowe (baldy) o trudności 6a+ i 6b w skali francuskiej. Wspinanie jednak jest zabronione.